# Batalla de Ellandun
La batalla de Ellandun o de Wroughton se libró entre Egberto de Wessex y Beornwulf de Mercia en septiembre de 825. Sir Frank Stenton la describe como «una de las batallas más decisivas de la historia de Inglaterra». Puso fin a la supremacía de Mercia sobre los reinos anglosajones de Inglaterra y estableció la dominación de Wessex.

## Trasfondo
Durante el siglo VIII y a comienzos del IX, los reyes de Mercia ejercieron una fluctuante hegemonía sobre los reinos del sureste de Inglaterra, imponiendo su poder y, en ocasiones, gobernando directamente. Mientras Wessex en ocasiones había sido obligado a reconocer el señorío de Æthelbald de Mercia, parece haber escapado a la dominación de Mercia a partir de entonces y, ciertamente, no estaba sujeto a formas más intrusivas de control.
El padre de Ecgbert, Ealhmund había sido rey de Kent en los años 780, lo que había provocado conflictos con las ambiciones de Offa de Mercia, que trataba de imponer el gobierno directo en Kent. Tras la muerte de su padre, Ecgberht fue expulsado de Inglaterra al exilio por Offa, con la cooperación de Beorhtric de Wessex y su ascenso al trono de Wessex tras la muerte de Beorhtric en 802 fue seguido inmediatamente por un violento enfrentamiento con Mercia. Sin embargo, las fuentes disponibles no revelan ningún otro conflicto entre los dos reinos antes de 825.
Beornwulf arrebató el trono merciano a Ceolwulf, que había sucedido a su hermano en 821, el poderoso y longevo Coenwulf. Su ataque en Wessex dos años más tarde puede haber sido parte de un esfuerzo para consolidar su autoridad y reafirmar a Mercia tras ese contratiempo.
Beornwulf también pudo haber estado tratando de aprovechar la preocupación de Ecgberht por sus enfrentamientos contra los Britanos de Cornualles. Ecgbert había devastado territorio córnico en 815 y en el otoño de 825 estaba de nuevo en campaña contra los Britanos, en Gafulford.

## Ubicación
La Batalla de Ellandun se cree que tuvo lugar al sur de Swindon, Wiltshire, pero el sitio exacto no ha sido descubierto. William Camden, gacetista de 1610 (Una descripción Cronológica de los más florecientes reinos, Inglaterra, Escocia, e Irlanda (Londres: George Obispo y John Norton, 1610) sugiere que la batalla tuvo lugar cerca de Wilton, justo al oeste de Salisbury. Charles Oman utilizó información geográfica y las fronteras contemporáneas como evidencia para sugerir que la batalla se produjo en Wroughton, que es 4 millas (6 km) al sur de Swindon. T. Spicer ha sugerido que la batalla tuvo lugar en los terrenos de lo que ahora es Lydiard Park, en Swindon.

## Consecuencias
La victoria de Ecgbert transformó la situación política en el sureste de Inglaterra. El rey a la vez envió a su hijo Æthelwulf con un ejército al sureste. Los Saxones occidentales lograron conquistar Sussex (hasta ahora bajo control directo de Mercia), Kent y Essex, que habían sido gobernados por sub-reyes bajo control de Mercia. Todos estos territorios fueron anexados a Wessex, duplicando el tamaño del reino.
Mientras tanto, la derrota de Beornwulf envalentonó a los Anglos Orientales a la rebelión contra Mercia y reafirmar su independencia, en alianza con Wessex. Beornwulf luchó contra los Anglos Orientales, pero fue derrotado y muerto. Su sucesor Ludeca corrido la misma suerte el año siguiente y la independencia de Estanglia fue restablecida.
Ecgbert alcanzó el cénit de su poder en 829, cuando ocupó Mercia, y aseguró el reconocimiento de su supremacía por los Northumbrianos, convirtiéndose temporalmente en señor de toda Inglaterra. La independencia de Mercia fue restaurada al año siguiente por Wiglaf, que logró una recuperación significativa del prestigio Merciano y que incluso fue capaz de extender su poder más allá de Berkshire. La independencia de Estanglia y las conquistas de Wessex resultaron definitivas, y Mercia nunca recuperó la primacía que había disfrutado en el siglo antes de Ellandun.